# جستين هاملتون (لاعب كرة سلة مواليد 1980)
جستين هاملتون (بالإنجليزية: Justin Hamilton)‏ مواليد 19 ديسمبر 1980 في ساراسوتا، هو لاعب كرة سلة أمريكي. بدأ مسيرته الاحترافية في سنة 2003. يلعب مع سبيرو شارلوروا في الدوري البلجيكي لكرة السلة الدرجة الأولى كلاعب هجوم خلفي. يحمل الرقم 7. يبلغ طوله 6 قدم 4 بوصة (1.9 م).

## المسيرة الاحترافية
لعب مع نادي إراكليس سالونيك لكرة السلة في موسم 2004–2005، ثم لعب مع ريال مدريد لكرة السلة في الدوري الإسباني في سنة 2005، ثم لعب مع منز سانا 1871 باسكت في موسم 2005–2006، ثم لعب مع أسكو غدينيا في موسم 2006–2007، ثم لعب مع فالنسيا باسكت في الدوري الإسباني في سنة 2007، ثم لعب مع سبيرو شارلوروا في سنة 2007.

## روابط خارجية
- جستين هاملتون على موقع الدوري الأوروبي لكرة السلة (الإنجليزية)
- جستين هاملتون على موقع سبورتس رفرنس (الإنجليزية)
- جستين هاملتون على موقع الدوري الإسباني لكرة السلة (الإسبانية)
- جستين هاملتون على موقع كرة السلة الأوروبية.كوم (الإنجليزية)
- جستين هاملتون على موقع كلية كرة السلة في سبورتس رفرنس.كوم (الإنجليزية)
- جستين هاملتون على موقع ريلجم (الإنجليزية)
- جستين هاملتون على موقع بروبوليرز (الإنجليزية)
- جستين هاملتون على موقع سبورتس رفرنس (الإنجليزية)
- جستين هاملتون على موقع سبورتس رفرنس (الإنجليزية)